# جيريمي بورغس
جيريمي بورغس (بالإنجليزية: Jeremy Burgess)‏ هو متسابق دراجات نارية ومهندس أسترالي، ولد في 16 أبريل 1953 في Adelaide Hills ‏ في أستراليا.